# Wario's Woods
Wario's Woods är ett pusselspel till NES, utgivet av Nintendo 1994. Spelet påminner starkt om Tetris, och det är ett spel som man kan spela som Toad. Detta var även det sista licensierade spelet som släpptes till NES i USA.

### Fotnoter
1. ↑  Jonas Mäki (15 juli 2013). ”Vi firar NES - världens bästa 30-åring”. gamereactor Sverige. Arkiverad från originalet den 30 juli 2017. https://web.archive.org/web/20170730145149/https://www.gamereactor.se/artiklar/114084/Vi+firar+NES+-+varldens+basta+30-aring/. Läst 30 juli 2017.